# Comarca de Cristina
A Comarca de Cristina é uma comarca de primeira instância com sede no município brasileiro de Cristina, sul do estado de Minas Gerais.
Além de Cristina, fazem parte dela o município de Maria da Fé. Foi instalada em 07 de março de 1892, sendo que sua sede é o Fórum Dr. Fausto Dias Ferraz.